# Kabushiki-gaisha
Kabushiki-gaisha (jap. 株式会社), w skrócie zapisywana jako KK (ang. Kabushiki Kaisha) – jedna z form prawnych, obowiązująca w prawie japońskim.
Do 2006 roku obowiązywał przepis zgromadzenia minimalnego kapitału zakładowego wynoszącego 10 milionów jenów (ok. 300 tysięcy złotych), aby zawiązać spółkę typu kabushiki-gaisha. Dziś spółkę można założyć, wnosząc dowolną wartość kapitału zakładowego wynoszącą >1 JPY.